# Cranfield United F.C.
Cranfield United F.C. là một câu lạc bộ bóng đá nằm ở Cranfield, gần Bedford, Bedfordshire, Anh, là thành viên của Bedfordshire County Football Association. Hiện tại họ đang thi đấu ở Bedfordshire County Football League Division One.

## Lịch sử
Câu lạc bộ được thành lập năm 1903. Sau Thế chiến thứ I, đội bóng thi đấu ở Bedford and District League và sau đó chuyển sang North Bucks & District Football League năm 1930. Họ gia nhập Division 2b của South Midlands League năm 1949, và vô địch ngay lần đầu tiên lên thi đấu, lên hạng Division One. Sau đó đội bóng lên chơi ở Premier Division mùa giải 1952–53 khi giành được ngôi vị á quân. Họ thi đấu ở Premier Division đến mùa giải 1955–56 và xuống lại Division One, và ba mùa giải sau đó câu lạc bộ lại xuống chơi ở Bedford and District League.
Câu lạc bộ trở lại South Midlands League,mùa giải 1976–77, bắt đầu ở Division One. Họ thi đấu ở đó cho đến hết mùa giải 1995–96, ngoại trừ ba mùa giải từ 1985–86 thì được chơi ở Premier Division. Câu lạc bộ lại rời khỏi South Midlands League năm 1996. Năm 2001 gia nhập Spartan South Midlands Football League Division Two và ba mùa sau được lên chơi ở Division One.
Mùa giải 2009–10 họ được tham dự FA Cup lần đầu tiên, và thất bại trước Crawley Green 3–1 ở vòng Tiền sơ loại.
Cranfield United rút khỏi Spartan South Midlands League cuối mùa giải 2012–13 và thay thế đội bóng dự bị của họ ở Division Two của Bedfordshire County League.
Cuối mùa giải 2014-15, đội chính của Cranfield United vô địch Bedfordshire County Football League Division One, và được chơi ở Premiership Division mùa giải 2015-2016.
Trong cùng mùa giải đó, đội dự bị cũng giành chức vô địch Bedfordshire League Division Three, và được chơi ở Division Two mùa giải tới.

## Sân vận động
Cranfield United chơi trên sân nhà Crawley Road, Cranfield, Bedfordshire, MK43 0AA.

## Danh hiệu

### Danh hiệu Giải đấu
- South Midlands League Division One:[3]
  - Á quân (1): 1952–53
- South Midlands League Division 2b:[2]
  - Vô địch (1): 1949–50

### Danh hiệu Cup
- Bedfordshire Senior Cup:[1]
  - Á quân (1): 1952–53

## Kỉ lục
- Vị thứ cao nhất:[3][4] thứ 4 ở South Midlands League 1954–55
- Thành tích tốt nhất tại FA Cup :[4] Vòng Tiền sơ loại 2009–10, 2012–13
- Thành tích tốt nhất tại FA Vase :[4] Vòng sơ loại 2 2006–07, 2008–09, 2010–11